# Alfred Gülcher
Alfred Jakob Bernhard Theodor Gülcher (* 5. Dezember 1849 in Eupen; † 6. Juni 1922 auf Gut Mühlenbruch bei Kolberg) war ein deutscher Verwaltungsbeamter. 

## Leben
Nach dem Abitur in Aachen studierte Alfred Gülcher ab 1870 an der Rheinischen Friedrich-Wilhelms-Universität Bonn, der Universität Leipzig und der Friedrich-Wilhelms-Universität Bonn Rechtswissenschaften. Am Deutsch-Französischen Krieg nahm er als Freiwilliger teil. 1872 wurde er Mitglied des Corps Rhenania Bonn. Nach dem Referendariat in Straßburg und Aachen wurde er 1880 Assessor und später Regierungsassessor bei der Aachener Regierung. Von Mitte 1883 bis Ende 1908 war er Landrat im Kreis Eupen. 1894 wurde er Preußischer Verwaltungskommissar von Neutral-Moresnet. 
Seit 1909 im Ruhestand lebte er zunächst in Aachen und später bis zu seinem Tod auf Gut Mühlenbruch im Landkreis Kolberg-Körlin. Mit Emma Behn, die er 1882 geheiratet hatte, hatte er einen Sohn. Alfred Gülcher war ein Sohn des Eupener Landrats Edwin Gülcher und ein Neffe von Alfred Sternickel.

## Auszeichnungen
- 10. Dezember 1902 Ernennung zum Geheimen Regierungsrat[1]